# Bulbophyllum cornu-cervi
Bulbophyllum cornu-cervi är en orkidéart som beskrevs av George King. Bulbophyllum cornu-cervi ingår i släktet Bulbophyllum och familjen orkidéer. Inga underarter finns listade i Catalogue of Life.